# 帕爾泰什

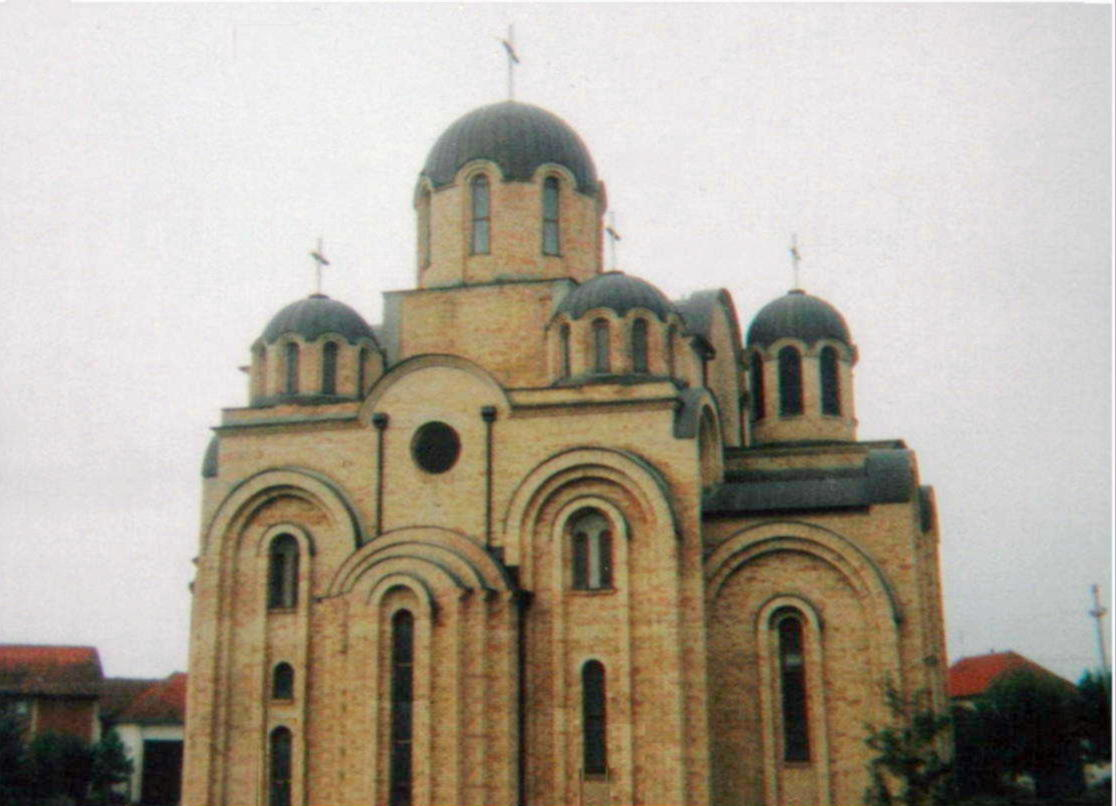
圣三一教堂

帕爾泰什（羅馬化：Parteš），是科索沃格尼拉內區帕尔泰什市镇内的城鎮及行政中心，位於該國東部。2011年城镇人口数量为478人，而整个市镇的人口数量则为1,787人。